# Vårflugan
Vårflugan (originaltitel: Hollywood Party) är en amerikansk musikalfilm från 1934 regisserad av bland annat Allan Dwan och George Stevens.

## Handling

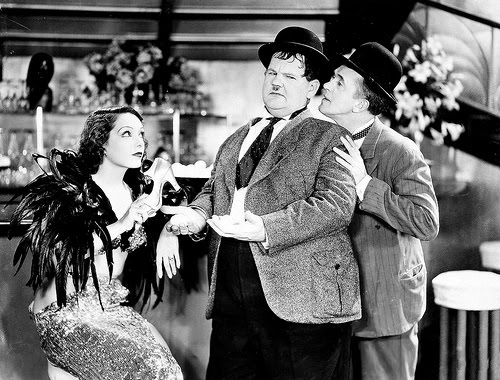
Stillbild ur filmen

Djungelns filmstjärna Schnarzan the Conqueror behöver riktiga lejon till sina nya filmer eftersom publiken är utlevda på hans låtsaslejon. Han anordnar en stor fest med många gäster där ett riktigt lejon dyker upp.

## Om filmen
Filmen är inspelad i svart-vitt, men innehåller även några sekvenser i färg.
Filmen hade svensk biopremiär den 22 april 1935 på biografen Rita i Stockholm.
Filmen fick mestadels negativa recensioner av filmkritiker och blev ingen större framgång på bio.

## Rollista (i urval)
- Jimmy Durante – Schnarzan the Conqueror, sig själv
- Jack Pearl – baron Munchausen
- Polly Moran – Henrietta Clamp
- Charles Butterworth – Harvey Clamp
- Eddie Quillan – Bob Benson
- June Clyde – Linda Clemp
- Stan Laurel – Stan (Halvan)
- Oliver Hardy – Ollie (Helan)
- Lupe Vélez – jaguarkvinna, Jane i Schnarzan-sekvens, sig själv
- Richard Carle – Knapp

### Ej krediterade
- Ted Healy – reporter
- The Three Stooges – sig själva
- Edwin Maxwell – Buddy Goldfish
- Arthur Treacher – betjänten
- Robert Young – radiopratare
- Walt Disney – Musse Pigg (endast röst)
- Billy Bletcher – Stora stygga vargen (endast röst)[3]